# Xiphidiopicus percussus
Xiphidiopicus percussus е вид птица от семейство Picidae, единствен представител на род Xiphidiopicus.

## Разпространение
Видът е разпространен в Куба.